# 2016 في الفلبين
فيما يلي قوائم الأحداث التي وقعت خلال عام 2016 في الفلبين.

## أحداث
- 9 أبريل – معركة تيبو- تيبو

## سياسة

### تعيين في المنصب
- 30 يونيو – رودريغو دوتيرتي رئيس الفلبين.
- 30 يونيو – ماني باكياو عضو مجلس الشيوخ الفلبيني.
- 15 أغسطس – غلوريا ماكاباغال أرويو نائب رئيس مجلس النواب الفلبيني [الإنجليزية]‏.

### انتهاء فترة المنصب
- 25 يونيو – فرانكلين دريلون رئيس مجلس الشيوخ في الفلبين [الإنجليزية]‏.
- 30 يونيو – بنيغنو آكينو عضو مجلس الشيوخ الفلبيني، رئيس الفلبين.
- 30 يونيو – خوان بونس إنريل عضو مجلس الشيوخ الفلبيني.
- 30 يونيو – ماني باكياو عضو مجلس النواب في الفلبين.
- 30 يونيو – ميريام ديفينسور سانتياغو عضو مجلس الشيوخ الفلبيني.

## رياضة
- 21 فبراير – طواف الفلبين 2016 الفائزون Oleg Zemlyakov [الإنجليزية]‏، Batmönkhiin Maral-Erdene [الإنجليزية]‏، يفغيني جيديتش، Vino 4-ever SKO 2016 ‏، ويسلي سولزبيرجر، Ronnel Hualda  [لغات أخرى]‏.

## وفيات

### يناير
- 27 يناير – كارلوس لويزاجا (مواليد 1930) لاعب كرة سلة فلبيني.[1]

### مارس
- 10 مارس – جوفيتو سالونغا (مواليد 1920) سياسي فلبيني.

### يونيو
- 20 يونيو – ارنستو ماسيدا (مواليد 1935) سياسي فلبيني.

### سبتمبر
- 29 سبتمبر – ميريام ديفينسور سانتياغو (مواليد 1945) سياسي فلبينية.[2]